# Comisión de Asistencia Electoral de los Estados Unidos
La Comisión de Asistencia Electoral o EAC, por su sigla en inglés (Election Assistance Commission) es una agencia independiente del gobierno de Estados Unidos creada por la «Ley ayude a votar a Estados Unidos» Help America Vote Act de 2002 (HAVA). La Comisión actúa como cámara de compensación nacional y fuente de información sobre la administración de elecciones. Se encarga de administrar los pagos a los estados y desarrollar pautas para cumplir con los requisitos de HAVA, adoptar las pautas voluntarias del sistema de votación y acreditar los laboratorios de prueba del sistema de votación y certificar el equipo de votación. También se encarga de desarrollar y mantener un formulario de registro de votantes por correo nacional.